# Tierpark Lange Erlen
Tierpark Lange Erlen is een dierentuin in Bazel, Zwitserland. De dierentuin beslaat een gebied van ongeveer 20 hectare in het noorden van Bazel. De dierentuin ligt in het bos Lange Erlen, dat aan de zuidelijke oever van de Wiese ligt. De dierentuin en de sponsorvereniging Erlen-Verein werden in 1871 opgericht door initiatieven uit Bazel. Het park is overdag vrij toegankelijk en is voornamelijk gericht op inheemse diersoorten. Daarmee onderscheidt Lange Erlen zich van de andere dierentuin in de stad: Zoo Basel.

## Diersoorten en parkindeling
Het park richt zich op inheemse diersoorten die tegenwoordig in Zwitserland en Europa leven of geleefd hebben. In het midden van het park liggen twee vijvers, waar vele watervogels worden gehouden. Naast een van deze vijvers staat een kiosk, met daarnaast een aantal volières voor Europese vogelsoorten. Ook staat hier een verblijf voor een groep kapucijnapen. Om deze vijvers liggen een aantal verblijven voor grotere hoef- en roofdieren uit Europa, zoals wisenten, edelherten, gemzen, lynxen, wolven en wilde zwijnen. Het laatste deel van het park bestaat uit een boerderij met daaromheen verblijven voor gedomesticeerde dieren. 

#### Hoefdieren
- Centraal-Europees wild zwijn
- Dartmoorpony
- Dwergezel
- Edelhert
- Gems
- Graubünder geit
- IJslander
- Shetlandpony
- Walliser landschaap
- West-Afrikaanse dwerggeit
- Wisent
- Wolvarken

#### Roofdieren
- Euraziatische lynx
- Europese wilde kat
- Europese wolf
- Rode vos

#### Overige zoogdieren
- Bruine kapucijnaap
- Cavia
- Dwergmuis
- Huismuis
- Tam konijn

#### Vogels
- Appenzeller baardhoen
- Appenzeller spitskuif
- Baardman
- Bergeend
- Berner leeuwerik
- Blauwe pauw
- Brandgans
- Brilduiker
- Diepholzer gans
- Distelvink
- Dodaars
- Dwerggans
- Dwergooruil
- Fazant
- Goudvink
- Grauwe gans
- Groenling
- Grote zaagbek
- Kievit
- Knobbelzwaan
- Krakeend
- Krooneend
- Kuifeend
- Kwartel
- Mandarijneend
- Nonnetje
- Oehoe
- Ooievaar
- Patrijs
- Pijlstaart
- Schweizerkip
- Sijs
- Slobeend
- Smient
- Spreeuw
- Steenuil
- Tafeleend
- Tamme eend
- Vlaamse gaai
- Witoogeend
- Woudaap
- Zomertortel

#### Reptielen en amfibieën
- Europese moerasschildpad
- Geelbuikvuurpad
- Groene pad
- Muurhagedis
- Ringslang

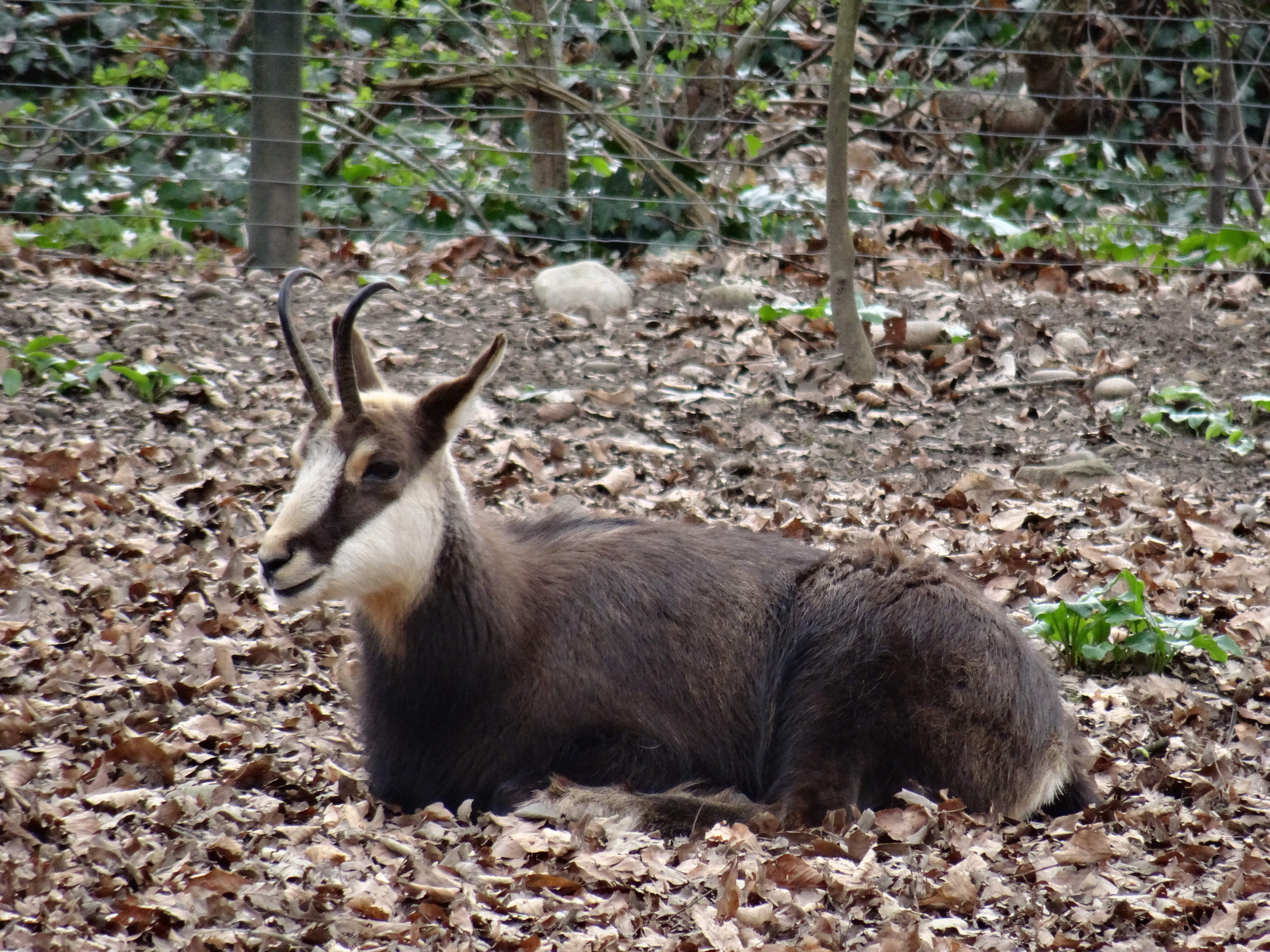
Gems
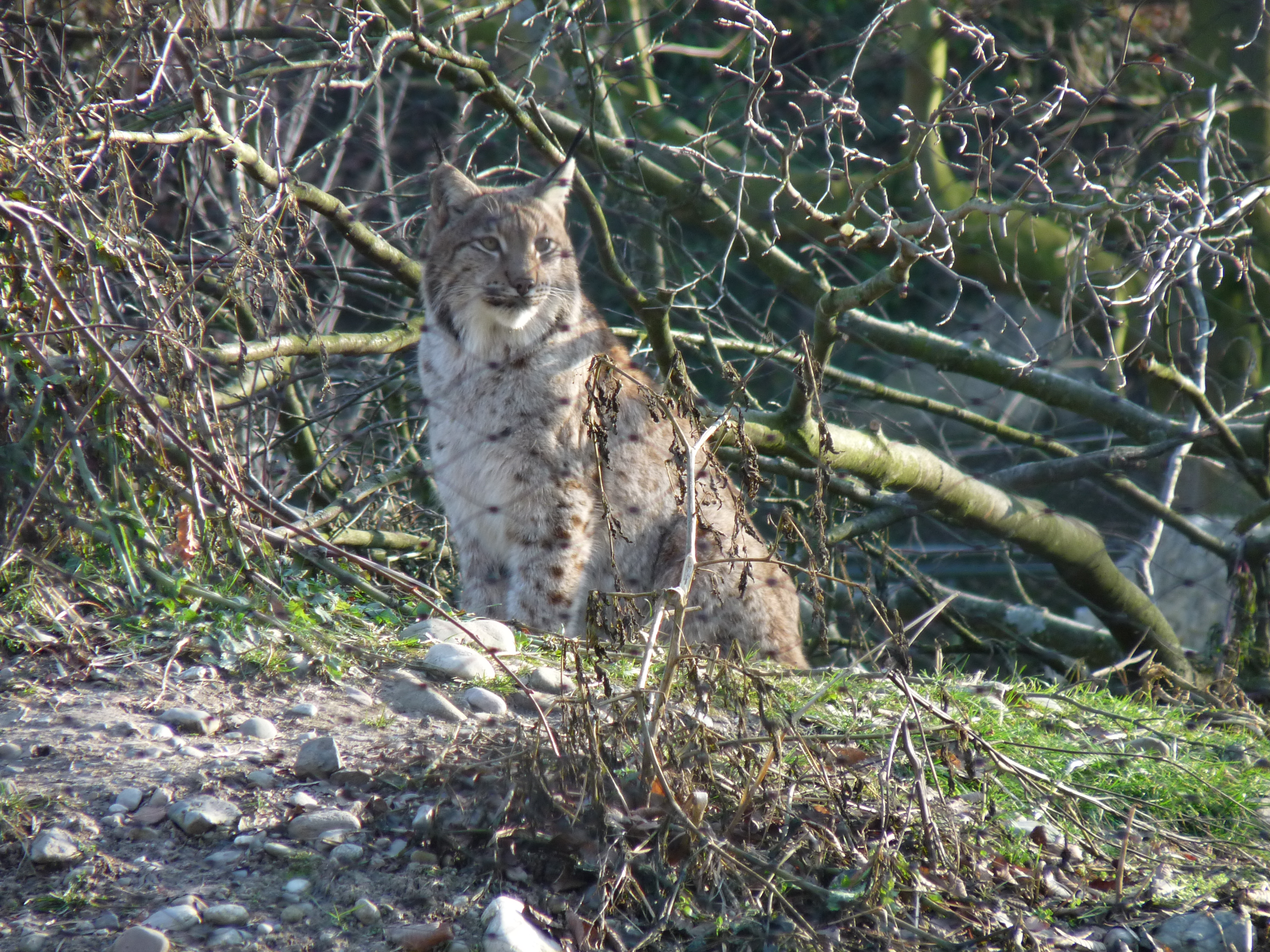
Lynx
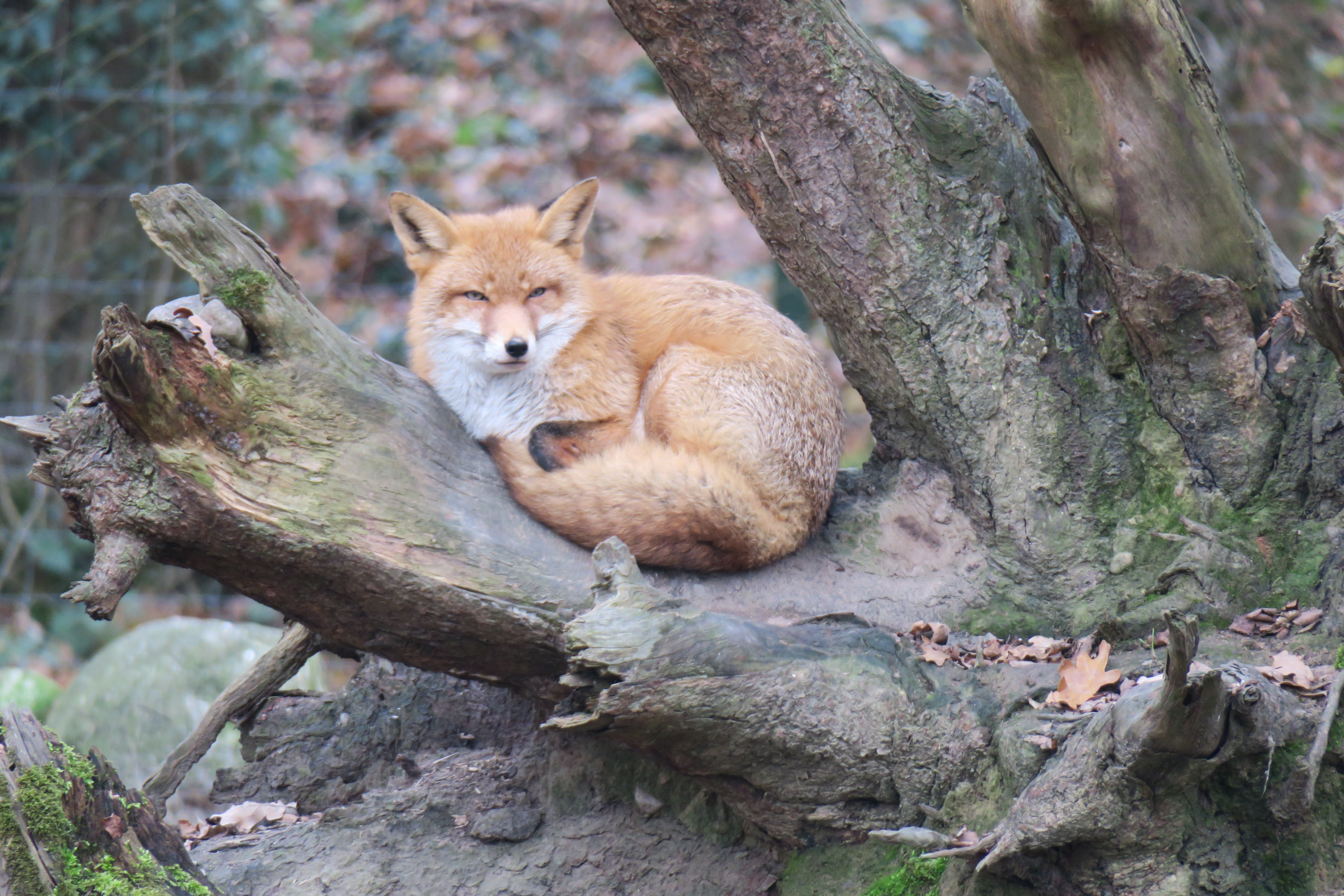
Rode vos
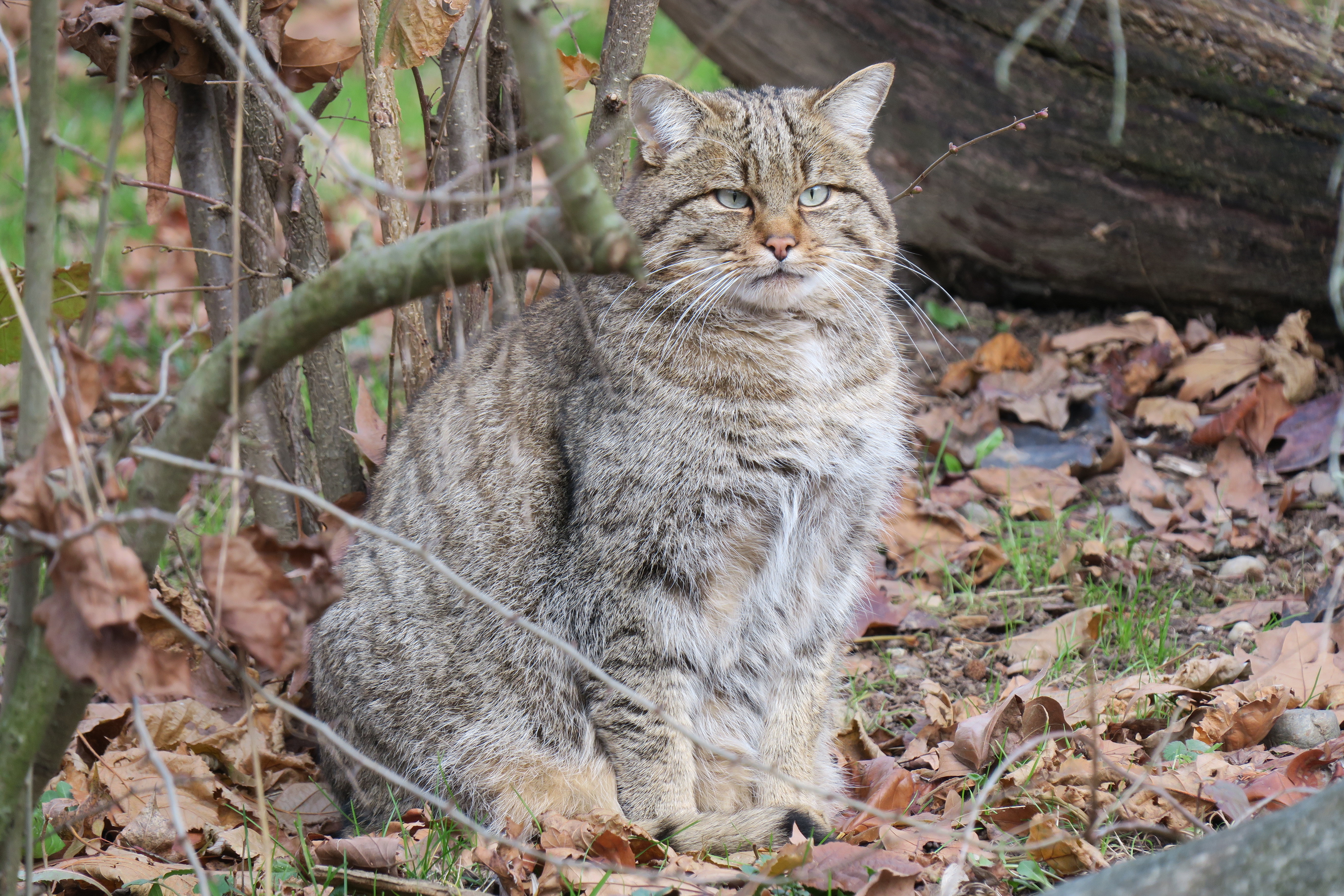
Europese wilde kat